# Valle Sessera
La Valle Sessera (anche: Val Sessera o Valsessera, Valsréssa in piemontese) è una valle del Piemonte nord-orientale che interessa le province di Biella e, in parte minore, di Vercelli. 
Si sviluppa intorno al torrente Sessera; la zona occidentale della valle ricade nell'Oasi Zegna (strada panoramica Zegna), un'area naturalistica di rilevante importanza. Dal punto di vista della geografia fisica la valle appartiene alla Valsesia, in quanto il Sessera è tributario in destra idrografica del fiume Sesia e confluisce in quest'ultimo a Borgosesia, ovvero prima dell'uscita della Sesia nella pianura padana.

## Descrizione

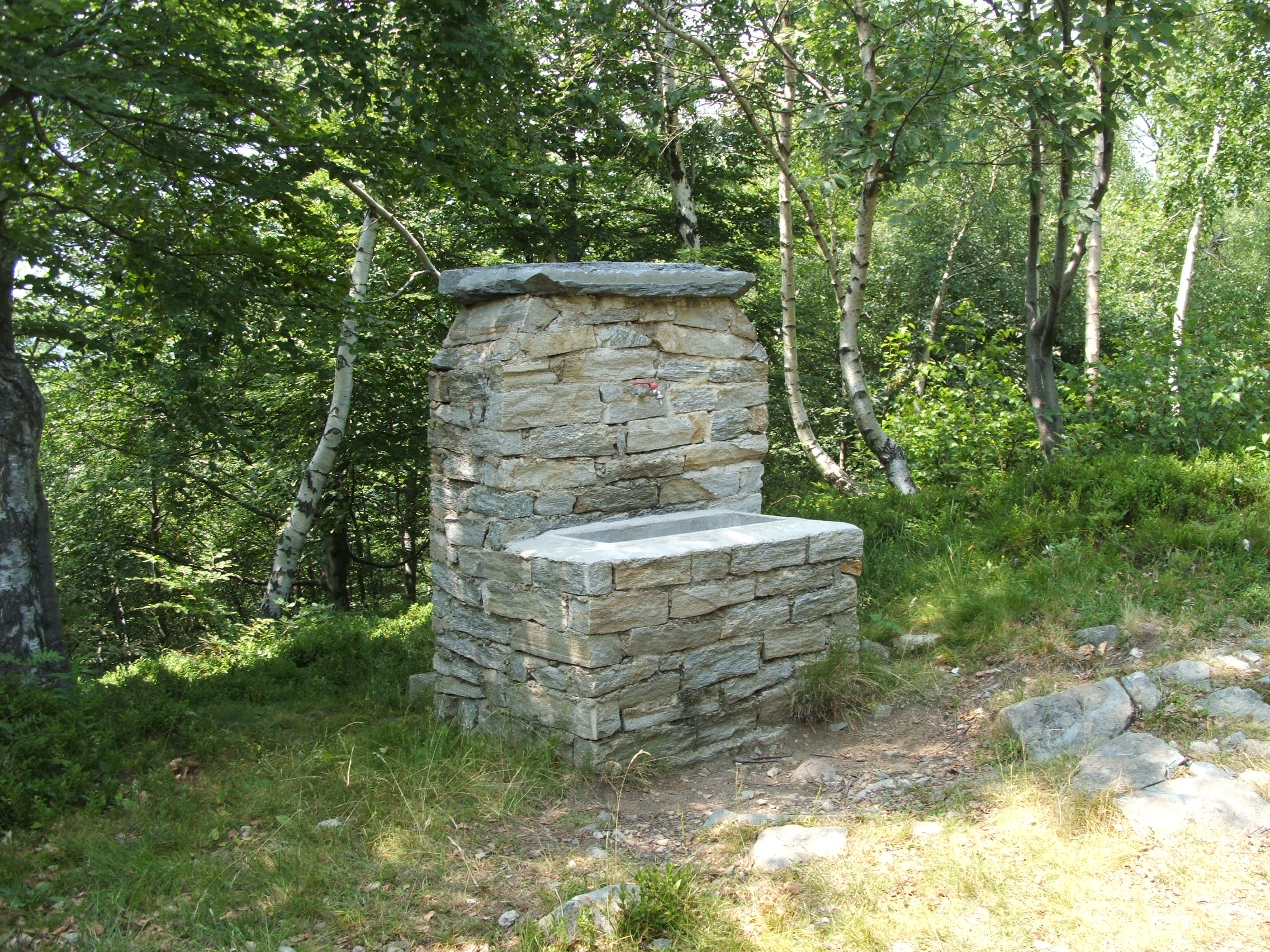
Una rustica fontana in pietra nei verdi boschi della valle

La valle è situata nella parte nord-orientale della Provincia di Biella a ridosso delle cime alpine del gruppo del Monte Rosa e culmina con i 2556 m del Bo.
A nord e a est confina con la Valsesia, verso ovest con la Valle del Cervo e a sud con quella di Mosso.
La parte più a monte della vallata è priva di centri abitati permanenti ma viene solo frequentata, d'estate, dai pastori del Biellese che ancora compiono la transumanza trasportando i loro bovini verso gli alpeggi dei quali è ricca la valle.
Amministrativamente questa zona è infatti tuttora costituita da isole amministrative montane appartenenti ai comuni della collina biellese, che storicamente ne assegnavano l'uso per il pascolo ai propri allevatori.
All'imbocco dell'alta Valsessera si trovano sui due opposti versanti il Santuario della Novareia e il Santuario del Cavallero, toccati entrambi dal percorso escursionistico-religioso chiamato Le Valli della Fede. La porzione di Valsessera a valle di Coggiola è invece densamente abitata ed è sede di numerosi stabilimenti industriali.

### Comuni della valle
Il suo territorio include i comuni di:
- Ailoche,
- Caprile,
- Coggiola,
- Crevacuore,
- Guardabosone (VC),
- Portula,
- Postua (VC),
- Pray,
- Sostegno,

oltre a varie isole amministrative montane appartenenti a comuni del Biellese centrale.

## Storia
La valle fu teatro nel medioevo delle gesta di Fra' Dolcino e, durante la seconda guerra mondiale, servì da rifugio per i partigiani della Resistenza italiana.

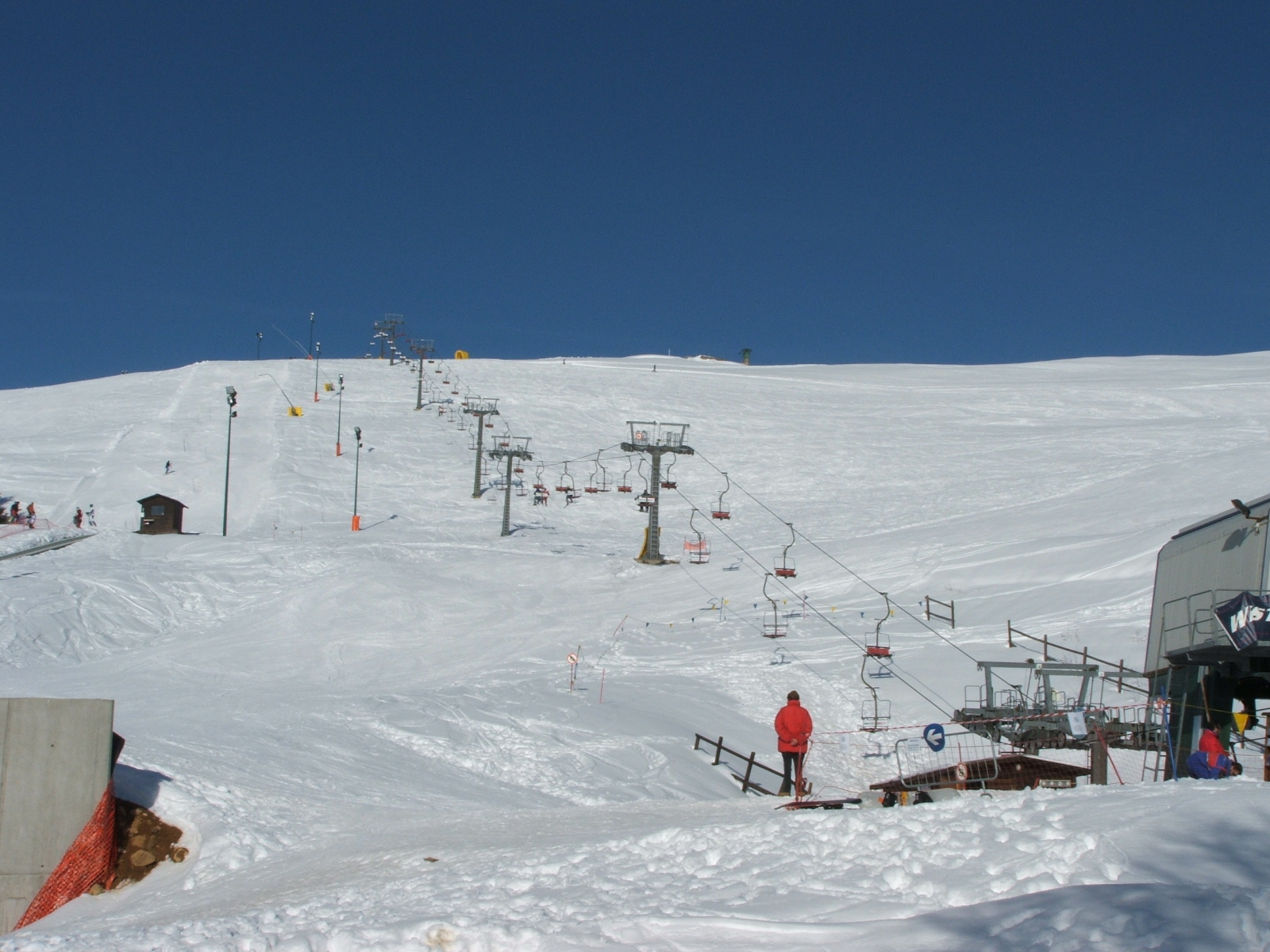
La stazione sciistica di Bielmonte

## Tutela naturalistica
Oltre che compresa nella già citata Oasi Zegna l'alta valle è inclusa, assieme alla testata della Valle Cervo, nel Sito di Interesse Comunitario (SIC) della rete europea Natura 2000 “Val Sessera” (codice IT1130002), che misura 10.786,73 ettari.
 Particolarmente rilevante è la presenza nella zona del coleottero endemico Carabus olympiae.

## Turismo
Il centro di maggiore richiamo dal punto di vista turistico è la stazione sciistica di Bielmonte, punto di congiunzione tra la Val Sessera e la Valle di Mosso poco ad est del passo del Bocchetto di Sessera che mette in comunicazione le due vallate.
La maggior parte delle strutture ricettive si trova sul versante Strona di Mosso, ma le piste sciistiche (da discesa e da fondo) sconfinano abbondantemente in Valsessera, dove i pendii hanno un'esposizione che permette alla neve di conservarsi piuttosto a lungo nonostante la quota non elevatissima.

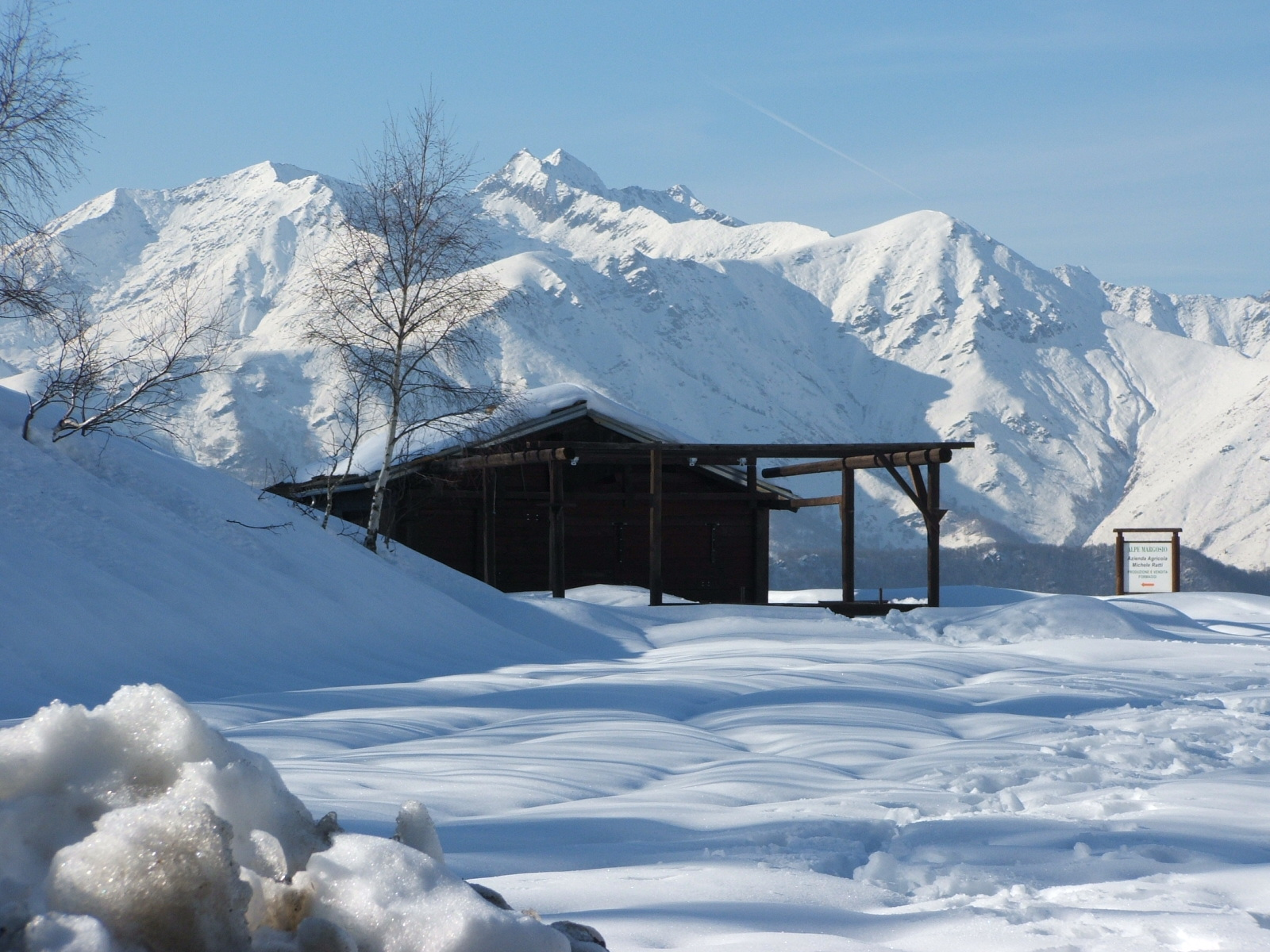
Montagne innevate intorno alla Valle Sessera viste da Bielmonte